# Caesio
Caesio és un gènere de peixos teleostis que pertany a la família dels cesiònids.

## Particularitats
Són peixos fusiformes de talla mitjana i sovint de colors vius. Totes les espècies es troben a la conca Indo-Pacífica. Llurs hàbitats preferits són a la vora dels esculls de corall on viuen en moles.

## Taxonomia
- Caesio caerulaurea Lacepède, 1801
- Caesio cuning Bloch, 1791
- Caesio lunaris Cuvier, 1830
- Caesio striata Rüppell, 1830
- Caesio suevica Klunzinger, 1884
- Caesio teres Seale, 1906
- Caesio varilineata Carpenter, 1987
- Caesio xanthonota Bleeker, 1853